# Vindblæs Sogn (Mariagerfjord Kommune)
 For alternative betydninger, se Vindblæs Sogn. (Se også artikler, som begynder med Vindblæs Sogn)
Vindblæs Sogn var et sogn i Hobro-Mariager Provsti (Århus Stift). 15. august 2011 blev sognet lagt sammen med Falslev Sogn til Falslev-Vindblæs Sogn.
I 1800-tallet var Vindblæs Sogn anneks til Falslev Sogn. Falslev hørte til Onsild Herred, Vindblæs til Gjerlev Herred, begge i Randers Amt. Falslev-Vindblæs sognekommune blev ved kommunalreformen i 1970 indlemmet i Mariager Kommune, som ved strukturreformen i 2007 indgik i Mariagerfjord Kommune.
I Vindblæs Sogn ligger Vindblæs Kirke. Der har været teglværk ved Revsbækgård og kridtslemmeri ved Aamølle.
I sognet findes følgende autoriserede stednavne:
- Ajstrup
- Haderup
- Hadsund Syd
- Lystrup
- Nebstrup
- Norup
- Norup Søndermark
- Norup Østermark
- Slesvig